# Amalie Vangsgaard
Amalie Jørgensen Vangsgaard, née le 29 novembre 1996 à Pandrup, est une footballeuse internationale danoise. Elle évolue actuellement au poste d'attaquante à la Juventus FC

## Biographie

### En club
Amalie Vangsgaard remporte deux fois le championnat du Danemark avec le Fortuna Hjørring, en 2014 et 2016. À l'époque, elle vit toujours dans son village natal de Pandrup, et va au lycée à Aalborg en parallèle du football. Un emploi du temps trop chargé pour la jeune Danoise qui décide d'arrêter le football en 2016.
Après une pause de deux ans et demi dans sa carrière, elle signe au FC Nordsjælland en 2019, recrutée par son ancien entraîneur au Fortuna, qui monte alors l'équipe féminine du club. En 2020, elle remporte la coupe du Danemark, après avoir inscrit les deux buts de son équipe en demi-finale face à son ancien club, et termine troisième du championnat en 2021,.
Elle rejoint alors le Linköpings FC à l'été 2021. Avec le club suédois, elle termine meilleure buteuse de la saison 2022 de Damallsvenskan, où son club atteint la troisième place. En janvier 2023, elle signe au Paris Saint-Germain.

### En sélection
En septembre 2022, elle est sélectionnée pour la première fois avec le Danemark pour un match face au Monténégro lors des éliminatoires de la coupe du monde.
Lors de la coupe du monde 2023, elle entre en jeu pour la fin du premier match du Danemark face à la Chine, et inscrit le seul but de la partie à la 89e minute, offrant la victoire à son équipe.